# (200077) 5134 T-2
(200077) 5134 T-2 es un asteroide perteneciente al cinturón de asteroides, descubierto el 25 de septiembre de 1973 por Cornelis Johannes van Houten en conjunto a su esposa también astrónoma Ingrid van Houten-Groeneveld y el astrónomo Tom Gehrels desde el Observatorio del Monte Palomar, Estados Unidos.

## Designación y nombre
Designado provisionalmente como 5134 T-2.

## Características orbitales
5134 T-2 está situado a una distancia media del Sol de 2,669 ua, pudiendo alejarse hasta 2,990 ua y acercarse hasta 2,348 ua. Su excentricidad es 0,120 y la inclinación orbital 8,352 grados. Emplea 1593,05 días en completar una órbita alrededor del Sol.

## Características físicas
La magnitud absoluta de 5134 T-2 es 15,9.